# 아일랜드 공화국군 연속파
아일랜드 공화국군 연속파(Continuity Irish Republican Army; CIRA)는 통일 아일랜드를 목표로 하는 아일랜드 공화주의 준군사조직이다. 1986년 아일랜드 공화국군 임시파(PIRA)에서 갈라져 나와 1994년 PIRA가 무장투쟁 포기를 선언하자 날뛰기 시작했다. CIRA는 아일랜드 정부가 지정한 불법 단체이며, 영국, 뉴질랜드, 미국 정부는 CIRA를 테러 조직으로 규정한다. CIRA의 우당은 공화 신페인(RSF)이다.
과거의 PIRA와 마찬가지로 CIRA는 자신들만이 아일랜드 공화국군의 정통성을 이어받았다고 주장하며, 스스로를 그냥 IRA라고 부른다. 초기에는 치안 당국에서 이들을 "아일랜드 민족공화국군(Irish National Republican Army; INRA)"이라고 불렀다.
창설된 이래로 CIRA는 북아일랜드에서 영국 육군(RA)과 왕립 얼스터 경찰대(RUC) 및 그 후신인 북아일랜드 경찰국(PNIS)에 대한 무장투쟁을 전개했다. 주요 투쟁 방식은 폭탄 투척, 총격, 수류탄, 박격포나 로켓포 발사 등이었다.
CIRA는 현재까지 해산되지 않고 존재하고 있으며, 최소한 1명 이상의 PSNI 경관의 죽음에 책임이 있다. 그러나 보다 직접적으로 치안에 위협이 되는 조직은 아일랜드 공화국군 진정파(RIRA)이며, CIRA는 세력이 작아서 2000년대 중반 이후 별 활동을 않고 있다.